# Sandra Detzer

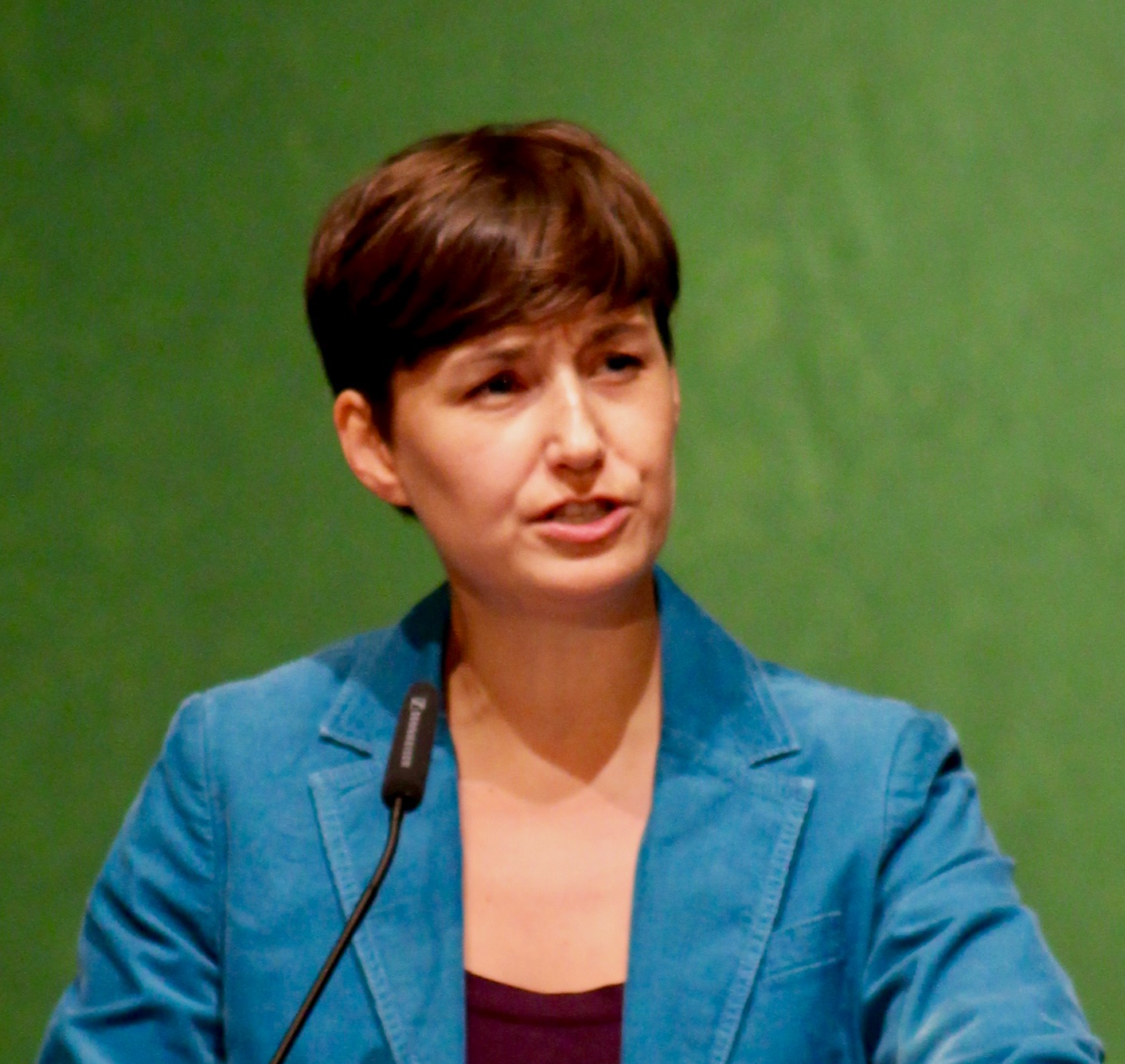
Sandra Detzer (2016)

Sandra Detzer (* 21. April 1980 in München) ist eine deutsche Politikerin der Partei Bündnis 90/Die Grünen und Politikwissenschaftlerin. Sie ist Mitglied des Deutschen Bundestages.

## Leben
Sandra Detzer wurde als Tochter eines Zahnarztes und einer Lehrerin in München geboren und absolvierte dort 1999 das Abitur. Anschließend studierte sie von 1999 bis 2005 Politikwissenschaft und Volkswirtschaftslehre an der Ludwig-Maximilians-Universität München. Von 2006 bis 2010 promovierte sie an der Universität Heidelberg zum Thema fiskalische Dezentralisierung in Bundesstaaten. Im Anschluss arbeitete sie als wissenschaftliche Mitarbeiterin am Lehrstuhl von Uwe Wagschal zum Bereich Budgetkonsolidierung.
2010 arbeitete Detzer zunächst als Trainee für den Ausschuss der Regionen im Stab des Generalsekretärs in Brüssel, bevor sie als Haushaltsreferentin für die Bundestagsfraktion der Grünen in Berlin tätig wurde. 2011 kehrte sie nach Baden-Württemberg zurück und arbeitete bis zu ihrer Wahl zur Landesvorsitzenden 2016 für die Landtagsfraktion der Grünen in Stuttgart als parlamentarische Beraterin für Finanzen und Wirtschaft.
Sie ist römisch-katholischer Konfession und verheiratet.

## Politischer Werdegang
Von 2014 bis 2019 war Detzer Ratsmitglied der Stadt Heidelberg. Am 19. November 2016 wurde sie auf dem Parteitag in Schwäbisch Gmünd zur Landesvorsitzenden der Grünen in Baden-Württemberg gewählt. Dieses Amt hatte sie neben Oliver Hildenbrand bis Dezember 2021 inne.
Sandra Detzer setzt sich für einen ökologischen Wandel der Wirtschaft und gleichberechtigte Beteiligung von Frauen in der Gesellschaft ein.

## Wahlen

### Kommunale Ämter und Kandidaturen
Detzer wurde 2014 in den Gemeinderat der Stadt Heidelberg gewählt. Bei der Europawahl in Deutschland 2014 kandidierte sie auf Platz 19 der Parteiliste der Grünen für das Europäische Parlament.

### Deutscher Bundestag
Bei der Bundestagswahl 2021 kandidierte sie für die Grünen im Wahlkreis Ludwigsburg sowie auf Platz 3 der baden-württembergischen Landesliste, woraufhin ihr über die Landesliste der Einzug in den Deutschen Bundestag gelang.
Bei der Bundestagswahl 2025 zog sie über die Landesliste der Grünen erneut in den Deutschen Bundestag ein. Im 21. Deutschen Bundestag ist sie Mitglied in folgenden Ausschüssen:
- Obfrau und Ordentliches Mitglied im Ausschuss für Wirtschaft und Energie
- Stellvertretendes Mitglied im Ausschuss für die Angelegenheiten der Europäischen Union[11]

## Aktivitäten
Im Jahr 2021 betrieb Detzer als Landes-Co-Parteivorsitzende zusammen mit dem Co-Vorsitzenden Oliver Hildenbrand das Parteiordnungsverfahren gegen Boris Palmer.